# Lykos
Lykos (griechisch: Λύκος, latinisiert: Lycus „Wolf“) ist ein häufiger altgriechischer Personenname:
Namensträger aus der Mythologie:
- Lykos (Sohn des Poseidon), der Sohn des Poseidon und der Kelaino
- Lykos (Sohn des Prometheus), der Sohn des Prometheus und der Kelaino, Bruder des Chimaireus
- Lykos (Argonautensage), der Sohn des Daskylos von Mysien.
- Lykos (König), König von Theben
- Lykos (Sohn des Lykos), Sohn des Lykos, Tyrann von Theben
- Lykos (Sohn des Pandion), einer der vier Söhne des Pandion
- Lykos (Sohn des Spargapeithes), Vater des Gnuros
- Lykos (Troja), ein Trojaner im Gefolge des Aeneas, der von Turnus getötet wurde
- Lykos (Sohn des Aigyptos), heiratete Agaue, die Tochter des Danaos und der Europe, und wurde von dieser getötet
- Lykos (Thraker), ein Thraker, der von Kyknos erschlagen wurde
- Lykos (Telchine), einer der Telchinen, gründete in Lykien einen Tempel für den Lykischen Apollon
- Lykos (König von Libyen), Vater der Kallirrhoë
- Lykos (Kentaur), einer der Kentauren
- Lykos (Gemahl der Theobule), Vater von Arkesilaos und Prothoënor

Historische Namensträger:
- Lykos (Fünfkämpfer), ein messenischer Olympiasieger im Fünfkampf
- Lykos (Pferd), ein Pferd der Söhne des Pheidolas, mit dem sie bei den Isthmischen und den Elischen Spielen gewannen.
- Lykos von Pharai, Heerführer der Achaier
- Lykos (Rhodos), ein Heerführer der Rhodier
- Lykos von Rhegion, griechischer Historiker, Adoptivvater des Dichters Lykophron
- Lykos von Neapel, ein berühmter Arzt, 1. Jahrhundert v. Chr.
- Lykos von Makedonien, ein berühmter Arzt, 2. Jahrhundert